# Steigerwald
Steigerwald este o regiune care a fost declarată parc național, ea se află în nordul landului Bavaria, amplastă între 4 localități  Bamberg, Schweinfurt, Würzburg și Nürnberg. In nord regiunea este limitată de cursul lui Main iar la est la est de Regnitz. Granița de sud este delimitată de Aisch iar cea de vest de Main și linia care unește pe hartă Marktbreit, Uffenheim și Bad Windsheim. Regiunea parcului este reprezentată prin pădure de conifere și foioase, lacuri mai mici și terenuri viticole.

## Date geografice
Steigerwald se află la linia de intersecție a regiunilor Unterfranken, Mittelfranken și Oberfranken, punct geografic marcat prin piatra „Dreifrankenstein”. Regiunea ocupă o suprafață de 1.280 km², din care jumătate este rezervație naturală. Inălțimi mai importante:
- Scheinberg, 499 m (înălțimea maximă a regiunii)
- Hoher Landsberg, 498 m
- Zabelstein, 488 m
- Knetzberg, 487 m
- Schwanberg, 474 m
- Friedrichsberg, 473 m
- Frankenberg, 463 m

## Districte
- Bamberg
- Erlangen-Höchstadt
- Haßberge
- Kitzingen
- Neustadt an der Aisch-Bad Windsheim
- Schweinfurt